# Hípica als Jocs Olímpics d'estiu de 2004
Als Jocs Olímpics d'Estiu de 2004 celebrats a la ciutat d'Atenes (Grècia) es disputaren 6 proves d'hípica: doma clàssica, concurs complet i salts, tant en categoria individual com per equips. La competició es desenvolupà entre els dies 15 i el 27 d'agost de 2004 a les instal·lacions del Centre Olímpic Eqüestre de Markópulo.
Hi participaren un total de 203 genets, 137 homes i 66 dones, de 38 comitès nacionals diferents.

## Resum de medalles
| Prova                                | Or | Argent | Bronze |
| Doma clàssica individual Detalls     | Anky van Grunsven amb Salinero | Ulla Salzgeber amb Rusty | Beatriu Ferrer-Salat amb Beauvalais |
| Doma clàssica per equips Detalls     | AlemanyaHeike Kemmer amb Bonaparte · Hubertus Schmidt amb Wansuela Suerte · Martin Schaudt amb Weltall · Ulla Salzgeber amb Rusty                                                                | EspanyaBeatriu Ferrer-Salat amb Beauvalais · Juan Antonio Jiménez amb Guizo · Ignacio Rambla amb Oleaja · Rafael Soto amb Invasor                                                  | Estats UnitsLisa Wilcox amb Relevant 5 · Günter Seidel amb Aragon · Deborah McDonald amb Brentina · Robert Dover amb Kennedy                                                 |
| Concurs complet individual Detalls   | Leslie Law amb Shear L'Eau | Kimberly Severson amb Winsome Adante | Pippa Funnell amb Primmore's Pride |
| Concurs complet per equips Detalls   | FrançaArnaud Boiteau amb Expo du Moulin · Cédric Lyard amb Fine Merveille · Didier Courrèges amb Débat D'Estruval · Jean Teulère amb Espoir de la Mare · Nicolas Touzaint amb Galan de Sauvegère | Regne UnitJeanette Brakewell amb Over To You · Mary King amb King Solomon III · Leslie Law amb · Shear L'Eau · Pippa Funnell amb Primmore's Pride · William Fox-Pitt amb Tamarillo | Estats UnitsKimberly Severson amb Winsome Adante · Darren Chiacchia amb Windfall II · John Williams amb Carrick · Amy Tryon amb Poggio II · Julie Richards amb Jacob Two Two |
| Salts d'obstacles individual Detalls | Rodrigo Pessoa amb Baloubet du Rouet | Chris Kappler amb Royal Kaliber | Marco Kutscher amb Montender 2 |
| Salts d'obstacles per equips Detalls | Estats UnitsPeter Wylde amb Fein Cera · McLain Ward amb Sapphire · Beezie Madden amb Authentic · Chris Kappler amb Royal Kaliber                                                                 | SuèciaRolf-Göran Bengtsson amb Mac Kinley · Malin Baryard amb Butterfly Flip · Peter Eriksson amb Cardento · Peder Fredericson amb Magic Bengtsson                                 | AlemanyaOtto Becker amb Dobels Cento · Marco Kutscher amb Montender 2 · Christian Ahlmann amb Cöster                                                                         |

## Medaller
| Posició | País          | Or | Argent | Bronze | Total |
| 1       | Estats Units  | 1  | 2      | 2      | 5     |
| 2       | Alemanya      | 1  | 1      | 2      | 4     |
| 3       | Regne Unit    | 1  | 1      | 1      | 3     |
| 4       | Brasil        | 1  | 0      | 0      | 1     |
| 4       | França        | 1  | 0      | 0      | 1     |
| 4       | Països Baixos | 1  | 0      | 0      | 1     |
| 7       | Espanya       | 0  | 1      | 1      | 2     |
| 8       | Suècia        | 0  | 1      | 0      | 1     |